# رودخانه سنگرد
رودخانهٔ سنگرد یا کال سنگرد؛ نام یکی از رودهای حوضه آبریز کویر مرکزی است که در استان خراسان رضوی در محدودهٔ شهرستان ششتمد جریان می‌یابد. این رودخانه یکی از ریزابه‌های کال شور خارتوران است. از سدهای این رودخانه می‌توان از سد سنگرد نام برد.